# 제26회 아카데미상
제26회 아카데미상은 1954년 3월 25일에 열린 시상식이다. LA RKO 팬타지스 극장에서 개최되었으며 사회자는 도널드 오코너, 프레드릭 마치이다.

## 후보 및 수상

### 작품상
- 지상에서 영원으로 - 버디 애들러 수상
- 줄리어스 시저 - 존 호스맨
- 성의 - 프랭크 로스
- 로마의 휴일 - 윌리엄 와일러
- 셰인 - 조지 스티븐스

### 남우주연상
- 제17 포로수용소 - 윌리엄 홀든 수상
- 지상에서 영원으로 - 몽고메리 클리프트
- 지상에서 영원으로 - 버트 랭커스터
- 줄리어스 시저 - 말론 브란도
- 성의 - 리처드 버튼

### 여우주연상
- 로마의 휴일 - 오드리 헵번 수상
- 푸른 달 - 매기 맥나마라
- 릴리 - 레슬리 카론
- 모감보 - 에바 가드너
- 지상에서 영원으로 - 데보라 카

### 남우조연상
- 지상에서 영원으로 - 프랭크 시나트라 수상
- 로마의 휴일 - 에디 앨버트
- 셰인 - 브랜든 드 윌드
- 셰인 - 잭 팰런스
- 제17 포로수용소 - 로버트 스트라우스

### 여우조연상
- 지상에서 영원으로 - 도나 리드 수상
- 모감보 - 그레이스 켈리
- 혼도 - 제라르딘 페이지
- 픽업 온 사우스 스트리트 - 델마 리터
- 토치 송 - 마조리 램보

### 감독상
- 지상에서 영원으로 - 프레드 진네만 수상
- 릴리 - 찰스 월터스
- 로마의 휴일 - 윌리엄 와일러
- 셰인 - 조지 스티븐스
- 제17 포로수용소 - 빌리 와일더

### 각본상
- 지상에서 영원으로 - 다니엘 타라대쉐 수상

### 각색상
- 타이타닉의 최후 - 찰스 브래킷 수상

### 촬영상
- 셰인 - 로얄 그릭스 수상
- 지상에서 영원으로 - 버네트 구피 수상

### 편집상
- 지상에서 영원으로 - 윌리엄 A. 라이언 수상

### 미술상
- 성의 - 라일 R. 휠러 수상
- 줄리어스 시저 - 세드릭 기븐스 수상

### 의상상
- 성의 - 찰스 르 마리 수상
- 로마의 휴일 - 에디스 헤드 수상

### 원작상
- 로마의 휴일 - 이안 맥레랜 헌터 수상

### 음악상
- 콜 미 마담 - 알프레드 뉴먼 수상
- 릴리 - 브로니슬로 카퍼 수상

### 주제가상
- 캘러미티 제인 - 세미 페인 수상

### 음향믹싱상
- 지상에서 영원으로 - 존 P. 리바데리 수상

### 특수효과상
- 우주 전쟁 - 고든 제닝스 수상

### 단편애니메이션상
- Toot, Whistle, Plunk and Boom - 월트 디즈니 수상

### 단편영화상
- Bear Country - 월트 디즈니 수상
- Overture to The Merry Wives of Windsor - 조니 그린 수상

### 장편다큐멘터리상
- The Living Desert - 월트 디즈니 수상

### 단편다큐멘터리상
- The Alaskan Eskimo - 월트 디즈니 수상

### 공로상
- 조셉 브린 수상
- 피트 스미스 수상
- 20세기 폭스사 수상
- 벤엔코웰사 수상

### 어빙 탤버그 상
- 조지 스티븐스 수상

## 같이 보기
- 제11회 골든 글로브상
- 제7회 영국 아카데미 영화상